# MYTH & ROID
MYTH & ROID는 일본의 음악 유닛이다. 2015년 8월 26일에 데뷔했다. 사무소는 F.M.F이다.

## 개요
보컬리스트인 Mayu와 프로듀서인 Tom-H@ck을 중심으로 한 음악 유닛이다.
유닛명인 「MYTH & ROID」는, 과거를 상기시키는 「Myth」(신화)와 미래를 상기시키는 「Android」를 짜 맞춘 조어이다. 이것은, 멤버 각자의 근본이 되는 것을 엮어 새로운 세계를 해쳐나간다는 마음에서 나온 것이다.
2015년 7월에 TV 애니메이션 《오버로드》의 엔딩 테마 「L.L.L.」을 담당하고, 8월 26일에는 이 음악을 수록한 싱글 〈L.L.L.〉로 CD 데뷔를 맺는다. iTunes 종합 랭킹에서는 최고 3위를 기록했다.
2016년 1월에는, TV 애니메이션 《부부키 부란키》의 주제가를 노래해, 2월 24일에 2매째인 싱글 〈ANGER/ANGER〉를 릴리스했다.
4월부터 방송 중인 TV 애니메이션 《Re:제로부터 시작하는 이세계 생활》에서는 제1쿨 엔딩 테마 「STYX HELIX」와 제2쿨 오프닝 테마 「Paradisus-Paradoxum」을 노래했다.

## 멤버
- Mayu - 보컬리스트
- Tom-H@ck - 프로듀서, 기타

## 작품

### 싱글
|     | 발매일          | 타이틀              | 커플링           | 규격품번 (통상판) | 최고 순위 |
| --- | --------------- | ------------------- | ---------------- | ----------------- | --------- |
| 1st | 2015년 8월 26일 | L.L.L.              | The first ending | ZMCZ10180         | 29위      |
| 2nd | 2016년 2월 24일 | ANGER/ANGER         | ICECREAM QUEEN   | ZMCZ-10447        | 82위      |
| 3rd | 2016년 5월 25일 | STYX HELIX          | STRAIGHT BET     | ZMCZ-10605        | 26위      |
| 4th | 2016년 8월 24일 | Paradisus-Paradoxum | theater D        | ZMCZ-10783        | TBA       |

### 제휴
| 타이틀              | 제휴                                                                     |
| ------------------- | ------------------------------------------------------------------------ |
| L.L.L.              | UHF 애니메이션 《오버로드》 엔딩 테마                                    |
| ANGER/ANGER         | UHF 애니메이션 《부부키 부란키》 엔딩 테마                               |
| STYX HELIX          | TV 도쿄 계열 애니메이션 《Re:제로부터 시작하는 이세계 생활》 엔딩 테마   |
| STRAIGHT BET        | TV 도쿄 계열 애니메이션 《Re:제로부터 시작하는 이세계 생활》 삽입곡      |
| Paradisus-Paradoxum | TV 도쿄 계열 애니메이션 《Re:제로부터 시작하는 이세계 생활》 오프닝 테마 |